# Austafjord
Austafjord est un village situé sur l'île Ytter-Vikna dans l'archipel de Vikna, en Norvège.

## Géographie
Il se trouve dans le comté de Trøndelag, à une trentaine de kilomètres à l'ouest de Rørvik, et à proximité de la route Fv509 qui relie Austafjord au village de Garstad (en).

## Climat
Austafjord possède un climat océanique (classification de Köppen Cfb). La température moyenne annuelle est de 5,4 °C. La moyenne des précipitations annuelles est de 1 499 mm.

## Démographie
Le village est peuplé d'une soixantaine d'habitants.